# (8029) Miltthompson
(8029) Miltthompson est un astéroïde de la ceinture principale.

## Description
(8029) Miltthompson est un astéroïde de la ceinture principale. Il fut découvert le 15 septembre 1991 à l'observatoire Palomar par Henry E. Holt. Il présente une orbite caractérisée par un demi-grand axe de 3,15 UA, une excentricité de 0,13 et une inclinaison de 6,5° par rapport à l'écliptique.

## Compléments